# جويل باريس
جويل باريس (11 ديسمبر 1992 ببرث في أستراليا - ) (بالإنجليزية: Joel Paris)‏ هو لاعب كريكت أسترالي. شارك مع منتخب أستراليا الوطني للكريكت. أما مع النوادي، فقد لعب مع فريق غرب أستراليا للكريكت ‏ وPerth Scorchers ‏ ودلهي كابيتالز.

## وصلات خارجية
- جويل باريس على موقع إي آس بي آن كريك إنفو (الإنجليزية)